# Лосано, Кариме
Кариме Лусия Лосано (исп. Karyme Lucia Lozano, род. 3 декабря 1978 г. в г. Мехико) — мексиканская актриса и певица.
Стала известна благодаря главной роли в сериалах мексиканской телекомпании Televisa : «Девочка любимая моя», «Источник», «Безграничная любовь», и другие.